# Kiryl Vjarhejčyk
Kiryl Jur'evič Vjarhejčyk (in bielorusso Кірыл Юр'евіч Вяргейчык?; in russo Кирилл Юрьевич Вергейчик?, Kirill Jur'evič Vergejčik; Minsk, 23 agosto 1991) è un ex calciatore bielorusso, di ruolo attaccante.

## Biografia
È il figlio dell'ex calciatore Jury Viarhiejčyk.